# J'aurai l'air de quoi
Singles de Philippe Cataldo
Laisse-là
(1984)
J'aurai l'air de quoi est un single musical du chanteur français Philippe Cataldo, paru en 1983.
Entré dans le hit-parade français le 27 août 1983, J'aurai l'air de quoi ne parvient qu'à atteindre la 96e place, selon InfoDisc.
Il existe un maxi 45 tours contenant une version longue de J'aurai l'air de quoi, de vingt minutes par rapport au 45 tours, avec en face B une version instrumentale du titre.
Le titre est reparu en CD dans deux compilations regroupant les singles du chanteur : dans la première compilation, paru le 20 décembre 2009, on retrouve la version single J'aurai l'air de quoi, ainsi que dans sa version longue, tandis que dans la seconde compilation, paru en 2011, le titre est amputé de près de trente-cinq secondes par rapport à la version originale du 45 tours .

## Titres
Single 45 tours Flamophone/Carrère (13.129)
| No | Titre                     | Paroles et musique                    | Durée |
| -- | ------------------------- | ------------------------------------- | ----- |
| 1. | J'aurai l'air de quoi     | Chantal Bassignani / Philippe Cataldo | 4:30  |
| 2. | Un peu trop loin et après | Chantal Bassignani / Philippe Cataldo | 3:30  |

Single maxi 45 tours Flamophone/Carrère (8235)
| No | Titre                                         | Paroles et musique                    | Durée |
| -- | --------------------------------------------- | ------------------------------------- | ----- |
| 1. | J'aurai l'air de quoi                         | Chantal Bassignani / Philippe Cataldo | 4:50  |
| 2. | J'aurai l'air de quoi (Version instrumentale) | Chantal Bassignani / Philippe Cataldo | 4:30  |